# کارلیستله (آرکانزاس)
کارلیستله (آرکانزاس) (به انگلیسی: Carlisle, Arkansas) یک شهر در ایالات متحده آمریکا با جمعیت ۲٬۲۱۴ نفر است که در آرکانزاس واقع شده‌است.

## موقعیت جغرافیایی
موقعیت جغرافیایی شهرها و مناطق اطراف به شرح زیر است: